# Agathangelos
Agathangelos (orm. Ագաթանգեղոս, gr. Αγαθάγγελος) – historyk ormiański żyjący w V w., zaliczany do ojców Kościoła.

## Życiorys
Jego głównym dziełem jest Historia Armenii (Patmowt’iwn Hayoc'), w której autor, podając się za sekretarza króla Tiridatesa III opisuje okoliczności chrystianizacji Armenii oraz opisuje postać świętego Grzegorza Oświeciciela. Przypisuje się mu również autorstwo żywota świętego Grzegorza, którego ormiański oryginał zaginął, zachowały się natomiast jego wersje w języku greckim i syryjskim.
Agathangelos w swojej historii zataja fakt, że chrześcijaństwo zostało wprowadzone do Armenii przez misjonarzy syryjskich, akcentuje natomiast związki Armenii z chrześcijanami z Kapadocji. Narracja Agathangelosa zawiera również opis męczeństwa dziewic Rypsymy i Gajany, który to motyw zdobył dużą popularność w Armenii, jak i innych obszarach Wschodu chrześcijańskiego.